# De Tomaso Longchamp

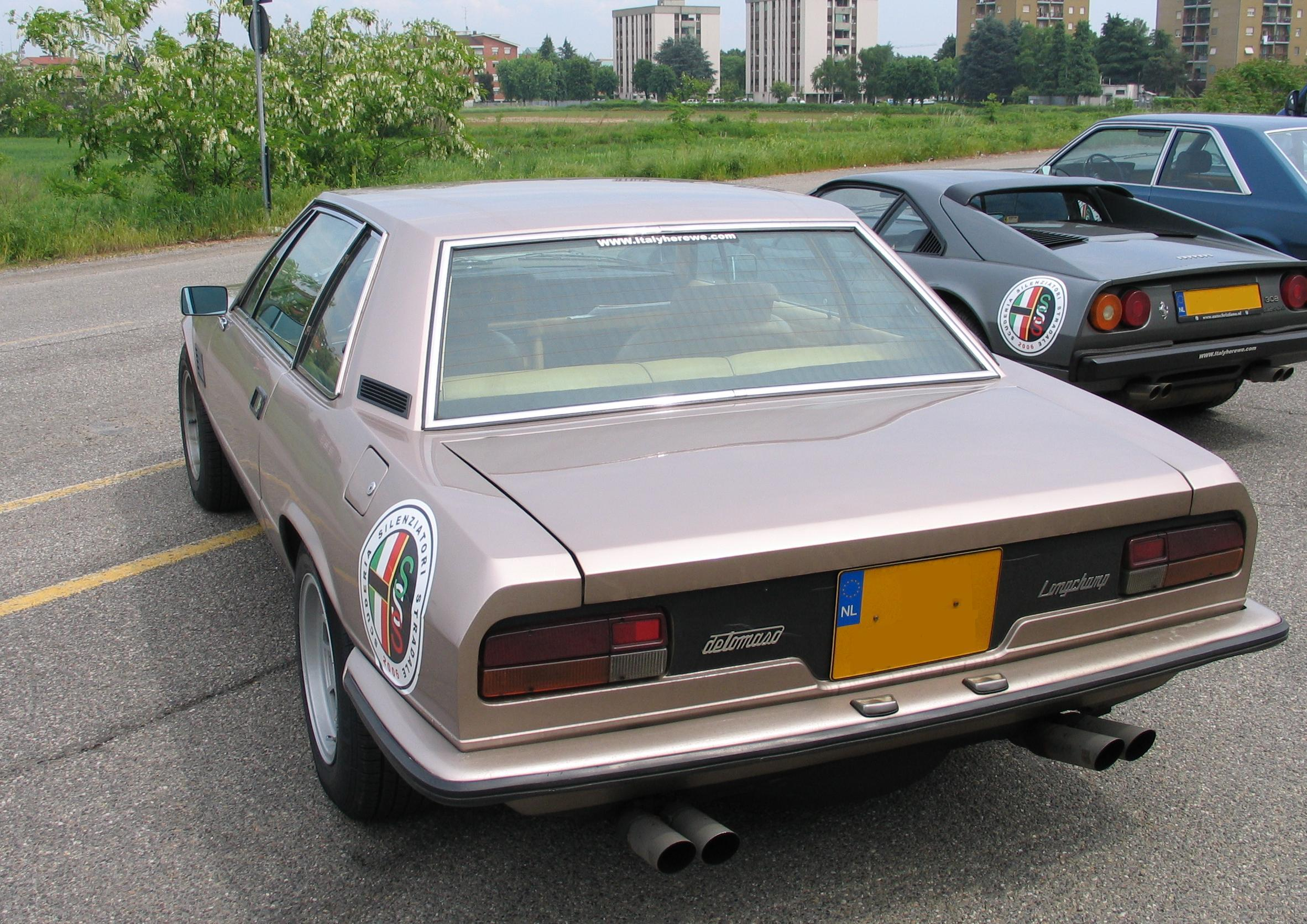
Heckansicht des De Tomaso Longchamp. Die Rückleuchten stammen von der Alfa Romeo 1750/2000 Berlina.

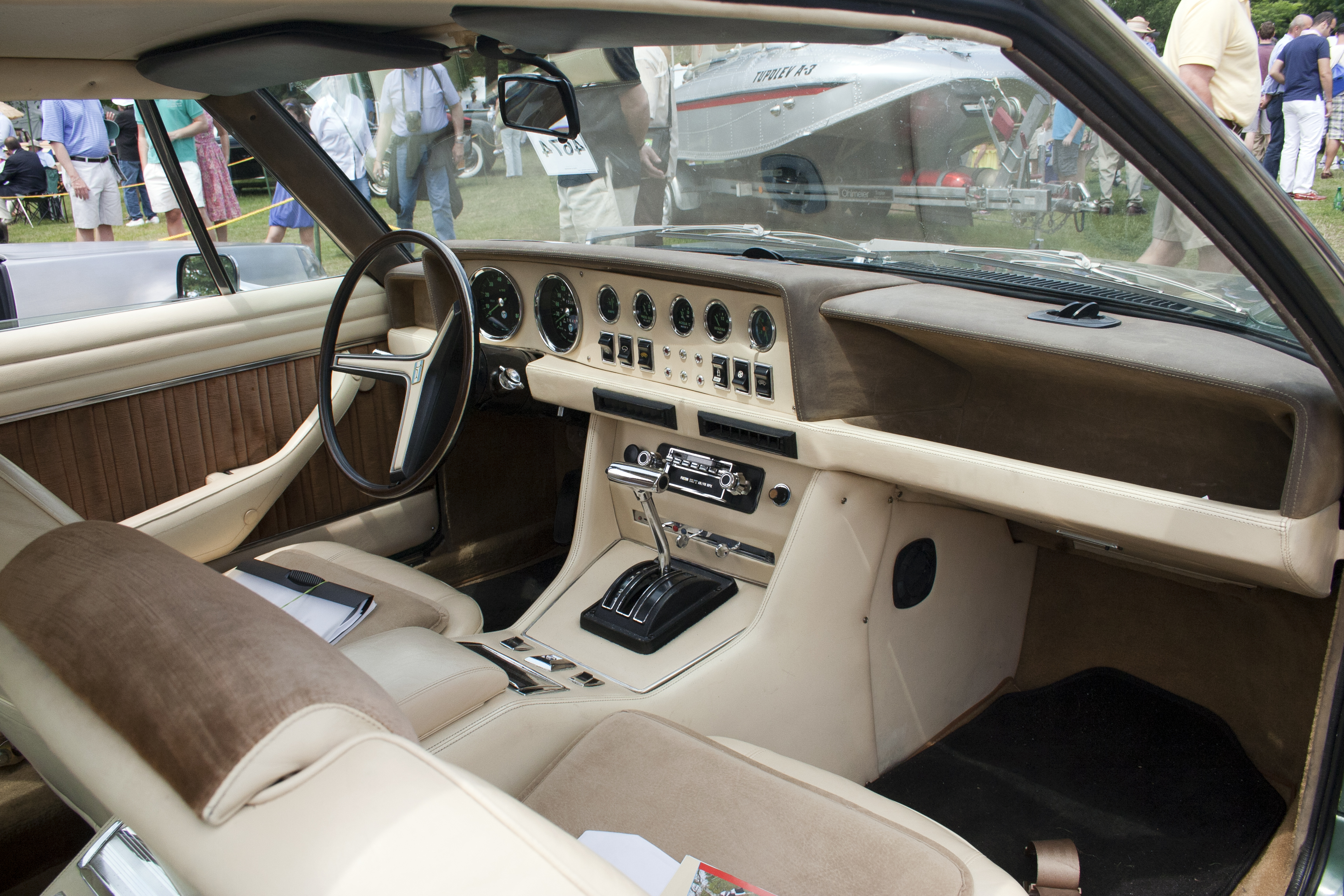
Interieur des Longchamp

Der De Tomaso Longchamp ist ein Gran-Turismo-Pkw des ehemaligen italienischen Automobilherstellers De Tomaso. Er ist abgesehen vom Pantera das am längsten gebaute Modell der Marke. Der Longchamp sollte breitere Käuferschichten ansprechen und das weitere Überleben der Marke sichern. Das Auto war zunächst nur als zweitüriges Coupé erhältlich; später wurde eine Cabrioletversion nachgeschoben. Der Longchamp ist technisch mit dem Maserati Kyalami verwandt.

## Das Konzept
Die Initiative für den Longchamp ging auf die amerikanische Ford Motor Company zurück, mit der de Tomaso bereits bezüglich der Produktion und Verbreitung des Volumen-Modells Pantera in Vertragsbeziehungen stand. Lee Iacocca, ein führender Ford-Manager, hatte sich 1969 bei einem Zusammentreffen mit Alejandro de Tomaso bewundernd über europäisches Design geäußert und erwogen, ergänzend zum Mittelmotorsportwagen Pantera auch einen Gran Turismo in das offizielle Importprogramm von Ford zu übernehmen. Alejandro de Tomaso, der darin eine Möglichkeit sah, die Modellpalette seines Unternehmens zu erweitern, gab daraufhin die Entwicklung des Longchamp in Auftrag. Das Auto sollte zum Mercedes SL in Konkurrenz treten, an dessen Dimensionen es sich orientierte.
Das Konzept des Longchamp stammte von Alejandro de Tomaso selbst. Dazu gehörten neben konkreten Vorstellungen über das Layout auch die Vorgabe, möglichst viele Komponenten aus den bereits entwickelten Schwestermodellen Pantera und Deauville zu übernehmen. Dementsprechend wurde auch für den Longchamp das von Giampaolo Dallara entworfene Chassis der Limousine Deauville verwendet; allerdings wurde es um 18 Zentimeter gekürzt. Für diese Bodengruppe entwarf der US-amerikanische Designer Tom Tjaarda, der seinerzeit der einzige Designer der Carrozzeria Ghia war, eine zweitürige viersitzige Karosserie.
Aus Kostengründen wurden viele technische Komponenten von Großserienherstellern übernommen: Die Lenksäule kam vom Lincoln Continental, die Servolenkung stammte von Cam Gears. Das Differential bezog De Tomaso von Salisbury, die Hinterachskonstruktion kopierten de Tomasos Ingenieure vom Jaguar XJ6. Der Motor war – wie im Pantera – ein Ford-Cleveland-Achtzylinder mit 5,8 Litern (5769 cm³) Hubraum. Die C-6-Cruise-O-matic-Automatik kam ebenfalls von Ford; in insgesamt 17 Autos wurde ein Fünfgang-Schaltgetriebe von ZF installiert.
Auch diverse Anbauteile kamen von anderen Herstellern. Die Frontscheinwerfer etwa waren Bauteile, die zunächst beim europäischen Ford Granada verwendet wurden. Die Heckleuchten kamen vom Alfa Romeo 1750/2000. Insgesamt war das 1,8 Tonnen schwere Auto mehr auf Komfort als auf Sportlichkeit ausgelegt. Diesem Ansatz entsprach eine umfangreiche serienmäßige Ausstattung, zu der elektrische Fensterheber, eine Klimaanlage und Lederausstattung gehörten.
Wie üblich, baute de Tomaso die Longchamps nicht vollständig selbst. Die Rohkarosserie wurde zunächst bei Ghia aufgebaut, bevor sie zur Endfertigung zu De Tomaso nach Modena geschickt wurde. Nach dem Bruch der Beziehungen zu Ford beauftragte de Tomaso andere Karosseriewerke mit der Herstellung des Longchamp. Ab 1979 wurden die Rohkarosserien bei Embo in Turin hergestellt. Dort entstand auch der weitgehend baugleiche Maserati Kyalami.

## Der Prototyp
1973 wurde der Prototyp des Longchamp bei dem Spezialbetrieb Silver Car in Caramagna Piemonte fertiggestellt. Das kurz darauf präsentierte Auto erhielt den Namen Longchamp, benannt nach der Pferderennbahn Longchamp in Paris. Bei den ersten Testfahrten überzeugte es die Journalisten mit gesunden Fahrleistungen (240 km/h) und einem gelungenen Fahrwerk, das als gleichwertig mit dem des Mercedes SL und dessen nahem Verwandten 450 SLC angesehen wurde. Allerdings vergaß kein Testbericht, die einfache Herkunft des amerikanischen Triebwerks zu erwähnen.

## Die erste Serie
Im Jahre 1973 begann die Fertigung der ersten Serie. Während der Prototyp (als einziges Exemplar) eine 1000er Fahrgestellnummer erhielt, trugen die Fahrzeuge der ersten Serie 2000er Nummern. Die erste Serie des Longchamp wurde bis 1979 produziert. Entgegen anfänglichen Erwartungen entschied sich Ford bald nach der Präsentation, den Longchamp nicht werksseitig in die USA zu importieren. Möglicherweise lag dies an den erheblichen Qualitätsmängeln, mit denen die amerikanischen Lincoln-Mercury-Händler bei den Panteras zu kämpfen hatten. In jedem Fall führte diese Entscheidung dazu, dass die Produktion des Longchamp weit hinter den anfänglichen Zielen zurückblieb. Zwar wurden diverse Longchamps in die USA eingeführt, diese Importe beruhten aber auf de Tomaso selbst oder auf unabhängigen Importeuren.
Als de Tomaso 1975 Maserati übernahm, sah er eine Möglichkeit, die Verbreitung der Longchamp-Konstruktion zu erhöhen. Er ließ das Design des Longchamp kurzfristig bei Pietro Frua überarbeiten. Zusammen mit Einzelscheinwerfern, Rückleuchten von der Citroën SM und Maseratis eigenem Achtzylinder entstand in kürzester Zeit der Zwillingsbruder des Longchamp, der als Maserati Kyalami bezeichnet wurde. Der Kyalami war kein Erfolg. Die deutlich erkennbare Nähe zum De Tomaso Longchamp und seine für Maserati-Verhältnisse wenig elegante Karosserie standen besseren Absätzen entgegen.
Die deutsche Fachzeitschrift Auto Motor und Sport testete 1978 einen nach Deutschland gelieferten Longchamp mit Schaltgetriebe. In der Ausgabe 10/1978 erschien der Bericht „Halbblut“, der einerseits die Fahrleistungen, das äußere Understatement und die Platzverhältnisse des Coupés lobte, andererseits aber auch Mängel wie unbrauchbare Scheibenwischer, ungünstige Bedienung und nachlässige Verarbeitung rügte. Insgesamt sei das Auto mehr von Improvisation als von Perfektion geprägt.

## Die zweite Serie

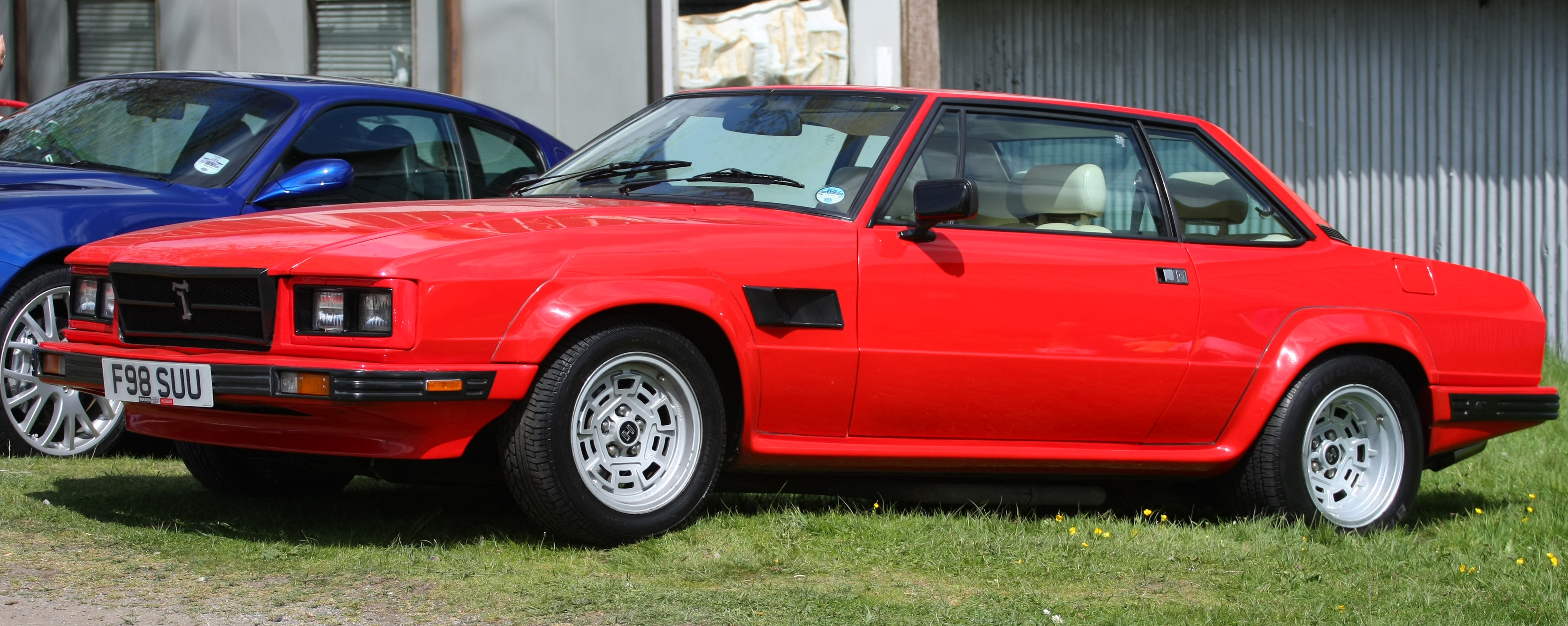
Ein sehr spätes Exemplar der zweiten Serie

Ab 1979 wurde der Longchamp in einer zweiten Serie gebaut, für die 3000er Fahrgestellnummern vergeben wurden. Es waren diverse kleinere Änderungen zu verzeichnen. In technischer Hinsicht wurde die Lage des Triebwerks modifiziert, die Vorderachsgeometrie überarbeitet und ein Lenkgetriebe für einen besseren Wendekreis verbaut. Der Innenraum erhielt nun Sitze mit aufgesetzten Kopfstützen. Anstelle der Schieberegler bekam die Heizungsregelung nun drei Drehschalter, die alle mit dem De Tomaso Logo versehen waren. Ab Ende 1979 wurden wesentlich breitere Plastik-Stoßfänger verbaut. Ab 1982 erhielten die Autos die Frontscheinwerfer vom Audi 80; auf Wunsch waren später auch vier rechteckige Doppelscheinwerfer und in Wagenfarbe lackierte Stoßstangen verfügbar. 1982 wurde das Interieur an den opulenten Stil der zeitgenössischen Maseratis angepasst: Das Armaturenbrett war mit Echtholz verkleidet, und die Innenteile der Türen waren mit gerafftem Leder bespannt.
Ab 1979 war eine GTS-Version mit betont sportlichem Aussehen verfügbar. Die erste GTS Version wurde November 1979 ausgeliefert. Sie hatte handgetriebene Kotflügelverbreiterungen aus Stahl und ein elektrisches Schiebedach. Sie trug die Fahrgestellnummer #3059. Die Karosseriearbeiten wurden von der Carrozzeria Campana in Modena ausgeführt. Später wurden die Kotflügelverbreiterungen aus GFK gefertigt.
Der letzte Longchamp wurde 1986 hergestellt, der Abverkauf dauerte allerdings bis 1988. Nach Werksangaben entstanden insgesamt 414 Longchamps, der allergrößte Teil davon in Serie 1-Konfiguration. Einen Nachfolger gab es nicht.

## De Tomaso Longchamp Spyder

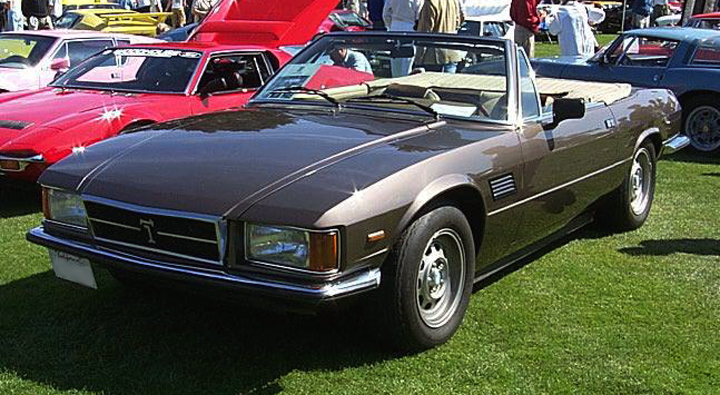
De Tomaso Longchamp Spyder

1981 kam als weitere Karosserievariante ein Cabriolet mit der Bezeichnung Spyder hinzu. Das Fahrzeug ging auf eine Studie zurück, die Pietro Frua 1978 für den Maserati Kyalami entwickelt hatte. Während der Kyalami Spyder ein Einzelstück blieb, entstand die offene Version des Longchamp in einer kleinen Serie. Die Arbeiten hierzu ließ de Tomaso bei der Carrozzeria Pavesi in Mailand durchführen, der bereits einige Targa-Versionen des Pantera gebaut hatte. Insgesamt entstanden 14 Werkscabriolets, deren silberner Prototyp werbewirksam in dem Adriano-Celentano-Film Der gezähmte Widerspenstige von Ornella Muti durch die italienische Landschaft gefahren wurde. Pavesi und andere Karossiers rüsteten daneben auch mehrere ältere Coupés nachträglich in Cabriolets um.

## Tuning
Obwohl es werksseitig eine Reihe von Möglichkeiten gab, den Longchamp zu individualisieren, befassten sich auch einzelne unabhängige Tuner mit dem Auto. Der bekannteste war das Unternehmen Jehle in Schaan, Liechtenstein, das nicht nur Karosserieanbauteile vertrieb und die Motorleistung unter anderem mittels Turbo- oder Biturbokonstruktionen auf bis zu 1000 PS treiben wollte, sondern auch die Umweltverträglichkeit des Longchamp durch den Einbau von Katalysatoren erhöhen wollte. Diese Angebote blieben jedoch nur Ankündigungen. Es ist weltweit kein Longchamp mit solchen Modifikationen ausgeliefert worden.